# Lycosa geotubalis
Lycosa geotubalis là một loài nhện trong họ Lycosidae.
Loài này thuộc chi Lycosa. Lycosa geotubalis được Benoy Krishna Tikader & A. Malhotra miêu tả năm 1980.